# Grodna (Wzgórza Strzelińskie)
Grodna, zwana także Złotą Górą – wzgórze (186,3 m n.p.m.) w południowo-zachodniej Polsce, we Wzgórzach Strzelińskich, na Przedgórzu Sudeckim.